# HHX
 (décembre 2012).
Si vous disposez d'ouvrages ou d'articles de référence ou si vous connaissez des sites web de qualité traitant du thème abordé ici, merci de compléter l'article en donnant les références utiles à sa vérifiabilité et en les liant à la section « Notes et références ».
HHX est une série de cymbales commercialisées par Sabian. Elle est apparue en  2001, et a gagné un MIPA en 2002 dans la catégorie "Cymbales", prix récompensant les meilleurs produits de l'industrie musicale. Les HHX ont amené un nouveau type de martelage chez Sabian, qui crée des harmoniques sombres et qui dégage plus que sa série sœur, les HH. Toute la gamme est composée de bronze B20. C'est une déclinaison moderne des HH. De qualité professionnelle, les HHX sont disponibles dans un fini brillant ou naturel (à l'exception des sous gammes Evolution, disponible seulement dans un fini brillant, et Legacy, dans un fini naturel) et sont reconnues en général pour leur son lourd et sombre, mais chaud.

## Ride

### Raw Bell Dry Ride
La Raw Bell Dry Ride (communément abrégée RBDR) est une cymbale au son défini et à la cloche découpée, qui n'est pas lattée. Elle est épaisse. Cette cymbale a délogé la HHX Dry Ride, qui avait des caractéristiques sonores similaires.

### Groove Ride
Cette ride, conçue pour le funk en particulier, est une ride polyvalente et ouvre très bien. Elle est moyennement définie. Elle est notamment utilisée par Zoro.

## Crash

### Manhattan Jazz Crash
Ces crashs sont surtout utilisées dans le jazz, avec un son puissant et bref. Elles sont cataloguées dans un diamètre de 16 ou 18 pouces, et bien que vendues comme des crashs, peuvent aussi servir de ride.

### Stage Crash
Les stage crashs sont des cymbales conçues pour la scène en particulier, entre autres à cause de leur son puissant et pénétrant. Sabian les produit dans un diamètre de 16, 17 ou 18 pouces.

### Studio Crash
Produite dans des grandeurs de 14, 15, 16, 17 ou 18 pouces, ces crashs sont polyvalents, ont un son court et peu de réponse. Elles se rapprochent des fast crash, et sont conçues pour les studio. 

## Evolution
Cette sous-série a été créée en collaboration avec Dave Weckl, qui les utilise toutes. Elle est caractérisée par des cymbales très définies. Toutes ces cymbales sont très crashables, comme le souhaitait Weckl, et sont reconnues pour leur polyvalence. Elles ne sont disponibles que dans un fini brillant uniquement.

### Evolution Ride
Cette cymbale ride a une cloche au profil très haut, la rendant cristalline. Elle est crashable et ouvre comme une full crash. Son son est défini. Elle est disponible dans un format de 20 pouces.

## Legacy
Cette sous-série a été créée en collaboration avec Dave Weckl. Ce sont des cymbales faites pour le jazz, avec des rides très minces et crashable et des crashs très complexes.